# Nessa
Nessa este o comună în Saxonia-Anhalt, Germania